# Øjvind Moestrup
Øjvind Moestrup (né le 15 décembre 1941) est un biologiste marin danois. 

## Publications
- (en) Moestrup Ø. & Thomsen H.A., 1995. Taxonomy of toxic haptophytes (Prymnesiophytes). Manual on harmful marine microalgae.